# ビッグエア
ビッグエア（Big Air、略称:BA）は、スノーボード、フリースタイルスキー、BMX、スケートボードなどのエクストリームスポーツの競技の一つ。
スキージャンプのような急傾斜面を滑り降りて、そのまま角度を付け踏み切り台から空中に飛び出しエア（技）を見せる競技。

## 主な大会
- 冬季オリンピック
- エックスゲームズ
- スノーボード世界選手権
- スノーボード・ワールドカップ
- TOYOTA BIG AIR
- Air & Style（Air + Style）
- X-TRAIL JAM